# Colfelice
Colfelice là một đô thị ở tỉnh Frosinone trong vùng Lazio, có vị trí cách khoảng 100 km về phía đông nam của Roma và khoảng 25 km về phía đông nam của Frosinone. Tại thời điểm ngày 31 tháng 12 năm 2004, đô thị này có dân số 1.840 người và diện tích là 14,2 km².
Colfelice giáp các đô thị: Arce, Rocca d'Arce, Roccasecca, San Giovanni Incarico.